# アフリカンエクスプレス航空
アフリカンエクスプレス航空 (African Express Airways) はケニアの航空会社である。

## 就航地
本社のあるナイロビのジョモ・ケニヤッタ国際空港を拠点として短距離国際線を主に運行している。
2021年2月時点
| 就航空港                   | 所在地         |
| -------------------------- | -------------- |
| ジョモ・ケニヤッタ国際空港 | ナイロビ       |
| ドバイ国際空港             | ドバイ         |
| シャールジャ国際空港       | シャールジャ   |
| アデン・アッデ国際空港     | モガディッシュ |
| ボサソ空港                 | ボサソ         |
| ガローウェ空港             | ガローウェ     |
| キスマヨ空港               | キスマヨ       |
| ハルゲイサ国際空港         | ハルゲイサ     |
| ベルベラ空港               | ベルベラ       |
| ジュバ空港                 | ジュバ         |

## 保有機材

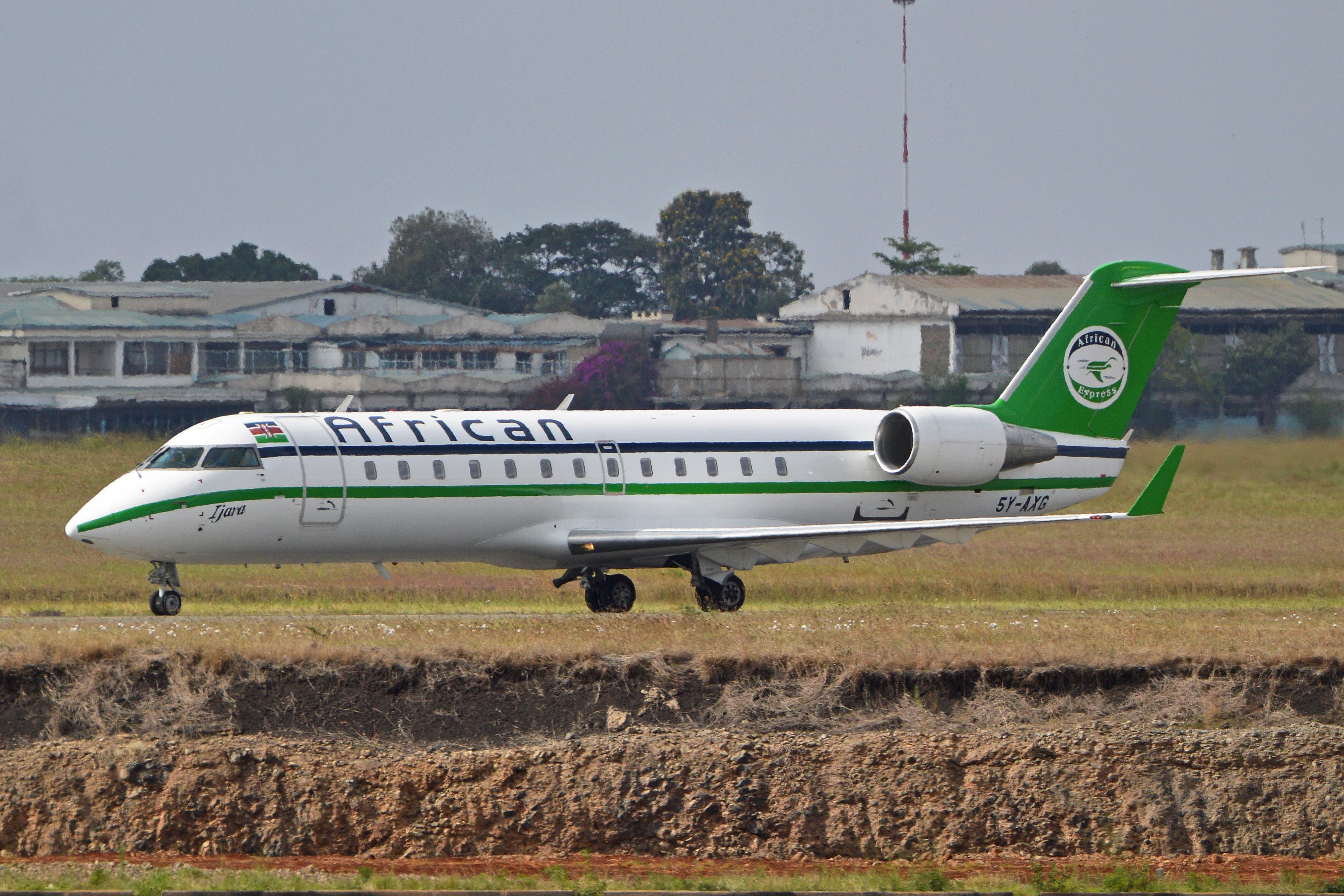
ボンバルディアCRJ200

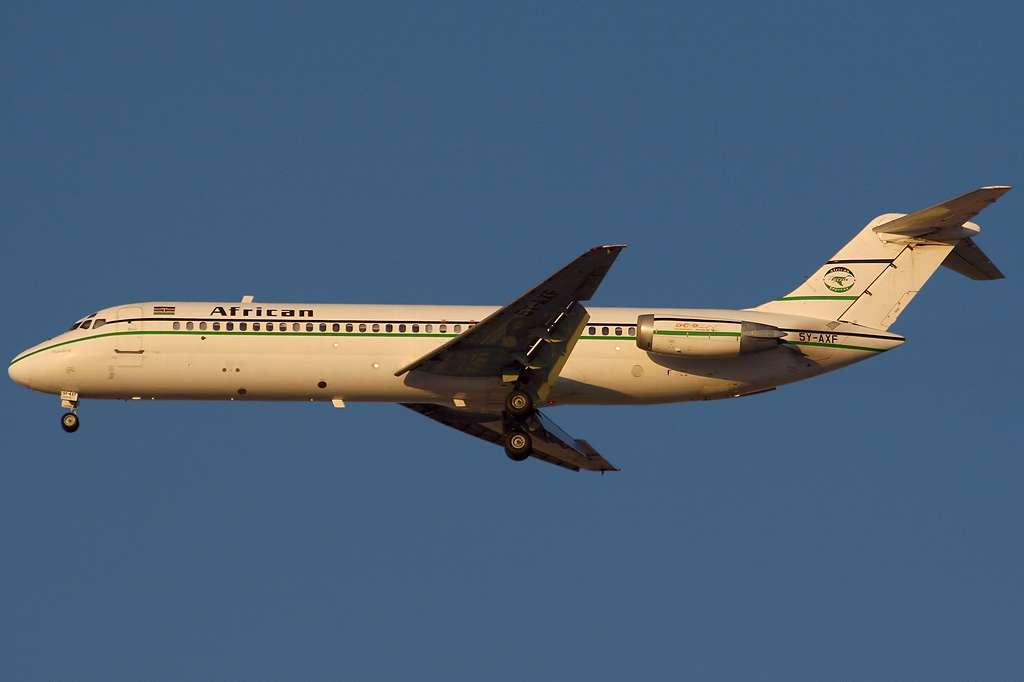
DC-9-30

2021年2月時点

### かつて保有していた機材

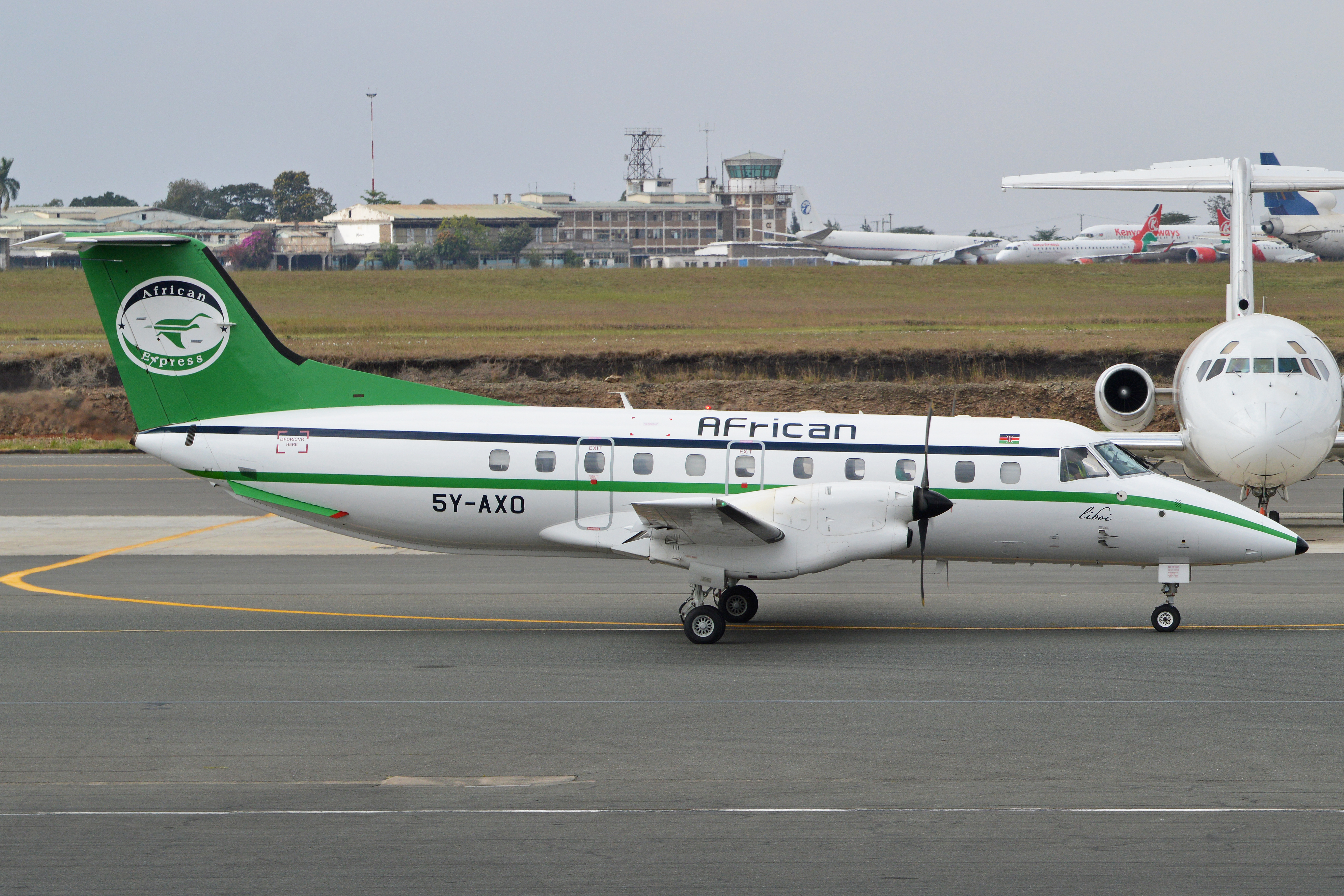
エンブラエルEMB120

- エンブラエル EMB 120

## インシデント
2020年5月4日、同社のEMB120が着陸直前で墜落。6人死亡。